# Ясновельможні трупи
«Ясновельмо́жні тру́пи» (італ. Cadaveri eccellenti) — франко-італійський фільм режисера Франческо Розі, знятий 1976 року. Екранізація гостросоціального роману «Контекст» Леонардо Шаша, в якому розповідається про поширення мафії та корупції у вищих ешелонах влади.

## Сюжет
Детектив Рогас Ліно Вентура розслідує серію вбивств суддів і високопосадовців у Мілані. Розслідуючи цю серію вбивств, герой Вентури виходить на ймовірного вбивцю, який був помилково засуджений кілька років тому і зараз несподівано зник. Однак згодом детектив починає розуміти, що насправді ці вбивства - справа рук високопосадовців, які для досягнення своїх політичних і економічних цілей готові на все. Поступово детектив стає якоюсь подобою «кістки в горлі»....

## В ролях
- Ліно Вентура — інспектор Амеріго Рогас
- Тіно Карраро — шеф поліції
- Марсель Бодзуффі — ледар
- Паоло Боначеллі — доктор Максія
- Луїджі Пистіллі — Кусан
- Ренато Сальваторі — комісар поліції
- Паоло Граціозі — Галано
- Аккурсіо Ді Лео — помічник Рогаса
- Альфонсо Гатто — Ночо
- Паоло Граціозі — Галано
- Анна Проклемер — дружина Ночо
- Фернандо Рей — міністр безпеки
- Макс фон Сюдов — президент Верховного Суду
- Шарль Ванель — прокурор Варга
- Марія Карта — пані Црес
- Карло Тамберлані — архієпископ
- Коррадо Гаїпа — гаданий мафіозі
- Енріко Рагуза — монах-капуцинець
- Клаудіо Нікастро — генерал
- Франческо Калларі — суддя Санца
- Маріо Меніконі — механік-гомосексуал
- Аккурсіо Ді Лео — помічник Рогаса
- Ернесто Коллі — детектив на нічному чергуванні
- Сільверіо Блазі — глава політичної частини
- Ренато Турі — телевізійний старожил

## Нагороди
- Учасник конкурсної програми 29-го Каннського кінофестивалю (1976)
- Премія «Давид ді Донателло» за найкращий фильм (1976)